# Carex brachystachys
Espèce
Classification phylogénétique
Carex brachystachys est une espèce de plantes du genre Carex et de la famille des Cyperaceae.